# N595 (België)
De N595 is een gewestweg in België de Route de L'Arbrisseau (Beauchamps (Chimay) - Salles) in Chimay. De lengte van de weg bedraagt ongeveer 4 kilometer.

## Traject
De N595 loopt geheel binnen de gemeente Chimay. Hij begint bij de aansluiting met de N53 in Beauchamps en loopt in westelijke richting via de Rue de Robechies, Rue Thiérissart en Rue de l'Etang naar Salles.